# This Is Happening
This Is Happening es el tercer álbum de estudio de la banda de rock estadounidense LCD Soundsystem. Fue lanzado en Reino Unido el 17 de mayo de 2010 y en Estados Unidos El 18 de mayo de 2010 en DFA Records. Fue grabado a lo largo de 2009 y principios de 2010 en el estudio de grabación Mansion en Los Ángeles. El primer sencillo, «Drunk Girls», se lanzó en abril de 2010, con un video musical dirigido por Spike Jonze. El álbum está dedicado a Jerry Fuchs (1974-2009), quien en ocasiones tocó la batería en vivo con la banda, y también tuvo una gran participación en los actos de DFA asociados.

## Lista de canciones
| N.º | Título                  | Duración |  |
| 1.  | «Dance Yrself Clean»    | 8:56     |  |
| 2.  | «Drunk Girls»           | 3:42     |  |
| 3.  | «One Touch»             | 7:45     |  |
| 4.  | «All I Want»            | 6:41     |  |
| 5.  | «I Can Change»          | 5:55     |  |
| 6.  | «You Wanted a Hit»      | 9:06     |  |
| 7.  | «Pow Pow»               | 8:23     |  |
| 8.  | «Somebody's Calling Me» | 6:53     |  |
| 9.  | «Home»                  | 7:53     |  |

Bonus track edición deluxe

| N.º | Título                           | Duración |  |
| 10. | «Throw» (Paperclip People cover) | 10:01    |  |
| 11. | «Oh You (Christmas Blues)»       | 3:51     |  |

## Personal
Todo el personal y créditos adaptados de las notas del álbum.
LCD Soundsystem
- James Murphy – voz, producción, sintetizadores, caja de ritmos, guitarra, bajo, batería, percusión, palmas, broches, piano, piano Wurlitzer, omnichord, glockenspiel
- Al Doyle – guitarra (6), sintetizador (6)
- Pat Mahoney – batería (7), voces (2)
- Tyler Pope – bajo (7)
- Gavin Russom – sintetizadores (2), voces (2, 3)
- Matt Thornley – encajes (8)
- Nancy Whang – voces (3, 7)

Personal adicional
- Matthew Cash – sintetizador (9)
- Jason Disu – trombón (8)
- Jayson Green – voces (7)
- Morgan Wiley – piano (2)

## Posicionamiento en listas
El álbum debutó en el número diez en el Billboard 200 en su primera semana en venta, vendiendo aproximadamente 31,000 copias. También encabezó la Dance/Electronic Albums de Billboard la misma semana de su debut, que destronó a The Fame de Lady Gaga de su reinado de cinco meses en la lista durante una semana. A partir de enero de 2016, el álbum vendió aproximadamente 211,000 copias en Estados Unidos, según Nielsen SoundScan. Cerca de 86,800 de ellos son copias físicas, y alrededor de 124,500 de ellos son copias digitales.
| Listas (2010)                            | Mejor posición |
| ---------------------------------------- | -------------- |
| Australia (ARIA)                         | 11             |
| Austria (Ö3 Austria)                     | 67             |
| Bélgica (Ultratop flamenca)              | 37             |
| Bélgica (Ultratop valona)                | 51             |
| Dinamarca (Hitlisten)                    | 21             |
| Países Bajos (Album Top 100)             | 47             |
| Finlandia (Suomen Virallinen Lista)      | 41             |
| Francia (SNEP)                           | 37             |
| Alemania (Media Control Charts)          | 53             |
| Grecia (IFPI)                            | 6              |
| Nueva Zelanda (Recorded Music NZ)        | 14             |
| Noruega (VG-lista)                       | 28             |
| Portugal (AFP)                           | 17             |
| España (PROMUSICAE)                      | 49             |
| Suecia (Sverigetopplistan)               | 32             |
| Suiza (Schweizer Hitparade)              | 37             |
| Reino Unido (UK Albums Chart)            | 7              |
| Estados Unidos (Billboard 200)           | 10             |
| Estados Unidos (Dance/Electronic Albums) | 1              |